# 延命寺 (和歌山県那智勝浦町宇久井)

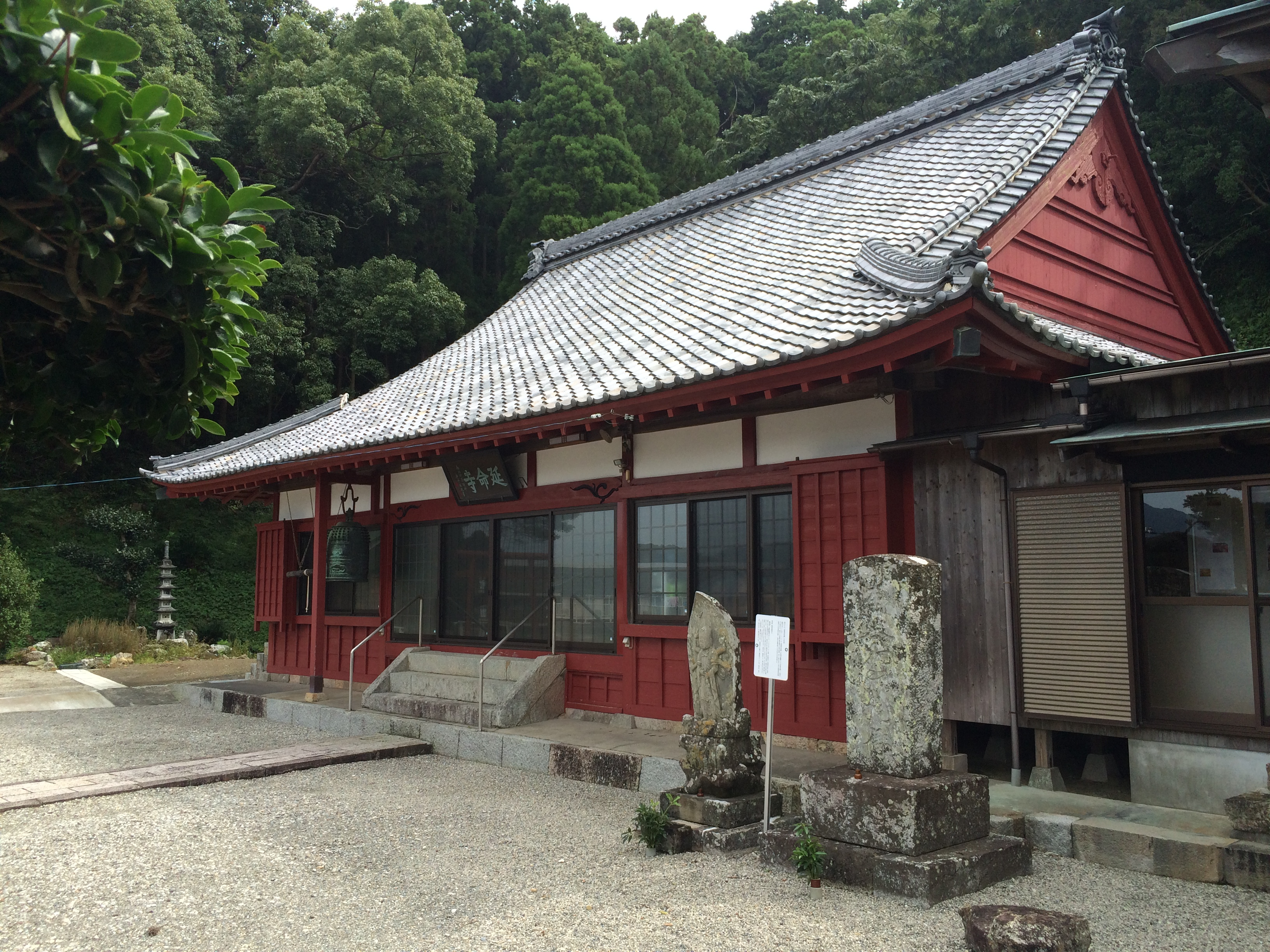
和歌山県東牟婁郡那智勝浦町宇久井　延命寺本堂

延命寺（えんめいじ）は、和歌山県東牟婁郡那智勝浦町にある、曹洞宗の寺院。伊豆最勝院の末寺である。山号を鳳凰山と称し、寺紋は御本尊の厨子に描かれている十六菊紋である。開基は、最澄の母・明徳（妙徳尼）の一族と伝えられる説と、熊野別当の定有が創建した大雄禅寺を再建した寺院という説があるが、詳細は不明である。1498年の明応大地震で発生した大津波で流された寺院を曹洞宗の伊豆最勝院第五世角天禪麟大和尚が再建し、それ以後、角天禪麟大和尚が開山とされている。本尊は平安時代末期の1024年に海から流れてきた延命地蔵菩薩であり、霊験あらたかな北向地蔵である。

## 歴史

### 創建
當寺の伝記によると、平安時代末期の1024年に、当地区の宇久井の浜に打ち上がった仏像を安置したのが始まりとされる。那智山阿弥陀寺の古文書によると、創建当初は現在のJR宇久井駅及び宇久井小学校周辺に存在したと伝え、多くの伽藍と宿坊と五重塔がそびえ立つ大寺院であり、阿弥陀寺はその末寺であった。しかし、大津波による破壊により、大伽藍は壊滅した、という古文書が残されていた。しかし、1981年（昭和56年）の本堂全焼にて古文書は焼失した。また、近隣の新宮市佐野の天御中主神社によると、延命寺の前身の寺院は神仏習合の神宮寺であり、熊野別当創建の大雄禅寺であったという。天御中主神社はこの寺の境内に祀られていた。また、この寺院は、最澄の母・明德の出身の部族・石垣家の菩提寺として創建されたという記録が残っている。1498年9月11日（9月20日）（明応7年）に発生した明応大地震（東海・東南海・南海地震連動巨大地震）の大津波により、大伽藍は壊滅したと考えられる。また、昭和初期、現宇久井小学校および現JR宇久井駅の改修工事の際には多くの墓地跡と人骨が発掘され、延命寺の無縁塔に納骨された事実があるため、前項は事実と考えられる。また、歴史的な開創年代は平安時代ごろであると考えられている。

### 再建・曹洞宗時代
明応大地震により破壊された伽藍を復興再建したのは、伊豆最勝院の僧侶であった。紀南地方の多くの曹洞宗の寺院が最勝院の末寺であるが、災害後の復興再建に尽力した僧侶との関係があったと思われる。
また、前住の三人の和尚が再建に深く関わっており、特に安室宗閑大和尚の墓石が残っており、「中興安室宗閑大和尚禅師」の記載が確認できている。

### 本尊延命地蔵菩薩
本尊の延命地蔵菩薩は寺蔵の縁起によると万寿元年（1024）に海中より出現したものといわれ、大仏師法橋上人定朝（天喜5年〈1057〉没）の作と伝えられ、寺号の由来はこの地蔵菩薩によるものである。

### 薬師瑠璃光如来
江戸時代末期まで那智勝浦町宇久井の湊地区に存在した寺院に御本尊として祀られていた薬師如来と十二神将が廃寺により、延命寺で祀られるようになった。不思議な出来事が数多くおきており、身体全身をどこであっても治すと言われ、霊験あらたかな薬師として信仰を集めている。

### その他
西行は當寺の隣の目覚山の詩を残している。「目覚山下す有らしのはげしくて　高根の松は寝入らざりけり」

## 伽藍
- 法堂（本堂）
- 山門（赤門）

※ 本堂と山門が朱塗になっているのは、前寺院の山門を移築したことに由来している。（現在は再建したものである）
- 豊川稲荷堂

## 交通
- JR紀勢線宇久井駅から徒歩20分・タクシーで5分